# 天主教瓦洛-德拉盧卡尼亞教區
天主教瓦洛-德拉盧卡尼亞教區（拉丁語：Dioecesis Vallensis in Lucania）是天主教會在義大利的一個教區。屬薩萊諾-坎帕尼亞-阿切爾諾總教區。

## 歷史
教區的前身駐於帕埃斯圖姆，其主教最早出現於499年的文獻中。城市在10世紀阿拉伯人入侵時被毀，教座遷移至卡帕喬。1850年9月21日迪亞諾教區分出，1851年7月16日教座遷移至今天的瓦洛-德拉盧卡尼亞，教區亦易名為卡帕喬暨瓦洛教區。1945年11月24日教區易名為Vallo di Lucania教區。1986年9月30日，教區的義大利文名稱改成目前的樣式。

## 現況
教區包括薩萊諾省西南部54市。2010年有教友157,000人，佔轄區總人口97.5%。教區下轄138個堂區，有106名司鐸。現任教區主教為奇羅·米涅羅。